# Cuneo Volley Ball Club 1995-1996
Questa voce raccoglie le informazioni riguardanti il Cuneo VBC nelle competizioni ufficiali della stagione 1995-1996.

## Stagione
La stagione 1995-1996 è per la società piemontese, sponsorizzata dalla Alpitour e dalla Traco, la settima consecutiva nel massimo campionato italiano. Per essere competitivi sia in Italia che in Europa arrivano a Cuneo giocatori di primo livello, come l'opposto spagnolo Rafael Pascual e lo schiacciatore serbo Vladimir Grbić, oltre a Cristian Casoli, Paolo Cipollari, Domenico Jervolino e Paolo Torre per completare la rosa. In uscita si registrano invece le partenze di Ljubomir Ganev, Liano Petrelli, Krzystof Stelmach, Luca Mantoan e Antonino Milone, oltre al prestito al Volley Ball Club Mondovì di Luigi Mastrangelo. Alla guida della squadra viene confermato per il terzo anno Silvano Prandi.
In campionato vengono confermate le aspettative. Cuneo giunge seconda al termine del girone di andata, alle spalle della Pallavolo Modena, e vince per la prima volta la stagione regolare, con 38 punti, frutto di diciannove vittorie e tre sconfitte. Grazie a questo risultato accede ai play off scudetto. Negli ottavi e nei quarti di finale, disputati in gara unica in casa della meglio classificata, elimina rispettivamente la Lube Macerata e la Pallavolo Parma. Nella semifinale affronta la Pallavolo Modena, e ottiene la prima finale scudetto della propria storia vincendo in due partite, sia a Cuneo che a Modena. Grazie al primo posto nella stagione regolare affronta la Sisley Treviso in finale con una gara di vantaggio, ma nella decisiva gara 5 a Cuneo è la Sisley a laurearsi campione d'Italia.
Cuneo partecipa alla coppa Italia partendo dai quarti di finale. Grazie al quoziente set elimina la Pallavolo Parma e accede alla final four, che si disputa a Firenze. Grazie alle vittorie in semifinale contro la Gabeca Montichiari e in finale contro la Sisley Treviso, il Cuneo VBC ottiene il primo trofeo della propria storia, oltre al diritto di disputare, nella stagione successiva, la Coppa delle Coppe e la Supercoppa italiana.
In ambito europeo partecipa alla coppa CEV, terza per ordine di importanza dopo Coppa dei Campioni e Coppa delle Coppe. Dopo aver superato agevolmente due turni preliminari e aver eliminato la squadra greca dell'AC Orestiada in semifinale, Cuneo ottiene il successo nella competizione battendo in finale l'altra squadra italiana partecipante, ossia la Porto Ravenna Volley. Si tratta della prima vittoria in una competizione europea per la squadra cuneese. Grazie a questo successo la squadra ottiene la possibilità di partecipare alla Supercoppa europea.

## Organigramma societario
Area direttiva
- Presidente: Bruno Fontana
- Vicepresidente: Ezio Barroero
- Direttore sportivo: Enzo Prandi
- Segreteria generale: Fulvia Cacciò

Area comunicazione
- Relazioni esterne: Bruno Lubatti
- Addetto stampa: Giuseppe Cormio

Area tecnica
- 1º allenatore: Silvano Prandi
- 2º allenatore: Roberto Serniotti
- Preparatore atletico: Ezio Bramard

Area medica
- Medico: Claudio Dadone
- Fisioterapista: Umberto Cominotto

## Rosa
| N. | Giocatore            | Ruolo | Data di nascita  | Nazionalità sportiva |
| -- | -------------------- | ----- | ---------------- | -------------------- |
| 1  | Rafael Pascual       | S/O   | 16 marzo 1970    | Spagna               |
| 2  | Domenico Jervolino   | S     | 15 novembre 1974 | Italia               |
| 3  | Vladimir Grbić       | S     | 14 dicembre 1970 | Serbia               |
| 4  | Ferdinando De Giorgi | P     | 10 ottobre 1961  | Italia               |
| 5  | Paolo Torre          | P     | 26 novembre 1976 | Italia               |
| 6  | Samuele Papi         | S     | 20 maggio 1973   | Italia               |
| 7  | Claudio Galli        | C     | 12 luglio 1965   | Italia               |
| 8  | Cristian Casoli      | S     | 27 gennaio 1975  | Italia               |
| 9  | Davide Oglino        | C     | 4 ottobre 1971   | Italia               |
| 10 | Paolo Bartek         | S     | 5 luglio 1974    | Italia               |
| 11 | Andrea Lucchetta     | C     | 25 novembre 1962 | Italia               |
| 12 | Paolo Cipollari      | S     | 18 dicembre 1974 | Italia               |

## Mercato
| Acquisti | Acquisti           | Acquisti             | Acquisti |
| R.       | Nome               | da                   | Modalità |
| -------- | ------------------ | -------------------- | -------- |
| S        | Cristian Casoli    | Gonzaga Milano       | ?        |
| S        | Paolo Cipollari    | Marconi              | ?        |
| S        | Domenico Jervolino | Arezzo               | ?        |
| S        | Vladimir Grbić     | Petrarca             | ?        |
| S/O      | Rafael Pascual     | Olimpia Sant'Antioco | ?        |
| P        | Paolo Torre        | Gonzaga Milano       | ?        |

| Cessioni | Cessioni          | Cessioni | Cessioni |
| R.       | Nome              | a        | Modalità |
| -------- | ----------------- | -------- | -------- |
| P        | Vittorio Bertini  | Mondovì  | ?        |
| S/O      | Ljubomir Ganev    | Schio    | ?        |
| S        | Luca Mantoan      | Torino   | ?        |
| C        | Luigi Mastrangelo | Mondovì  | Prestito |
| C        | Antonino Milone   | Brescia  | ?        |
| S        | Liano Petrelli    | Torino   | ?        |
| S        | Krzystof Stelmach | Petrarca | ?        |

## Risultati

### Serie A1

#### Girone d'andata
| 1ª giornata - 24 settembre 1995 Palasport di San Rocco Castagnaretta, Cuneo | Cuneo           | 3 - 0 | Lube          | 16-14, 15-13, 15-9                |
| 2ª giornata - 1º ottobre 1995 PalaRaschi, Parma                             | Parma           | 0 - 3 | Cuneo         | 9-15, 11-15, 7-15                 |
| 3ª giornata - 8 ottobre 1995 Palasport di San Rocco Castagnaretta, Cuneo    | Cuneo           | 3 - 0 | Petrarca      | 15-13, 15-12, 15-10               |
| 4ª giornata - 15 ottobre 1995 Palasport, Gioia del Colle                    | Capurso Gioia   | 0 - 3 | Cuneo         | 5-15, 10-15, 10-15                |
| 5ª giornata - 23 ottobre 1995 PalaGeorge, Montichiari                       | Gabeca          | 1 - 3 | Cuneo         | 15-7, 9-15, 11-15, 5-15           |
| 6ª giornata - 29 ottobre 1995 Palasport di San Rocco Castagnaretta, Cuneo   | Cuneo           | 3 - 0 | Schio         | 15-9, 15-5, 15-10                 |
| 7ª giornata - 1º novembre 1995 PalaDozza, Bologna                           | Zinella Bologna | 0 - 3 | Cuneo         | 5-15, 6-15, 11-15                 |
| 8ª giornata - 5 novembre 1995 Palasport di San Rocco Castagnaretta, Cuneo   | Cuneo           | 3 - 1 | Napoli        | 15-9, 15-4, 13-15, 15-10          |
| 9ª giornata - 12 novembre 1995 PalaVerde, Villorba                          | Treviso         | 1 - 3 | Cuneo         | 9-15, 15-5, 10-15, 7-15           |
| 10ª giornata - 8 dicembre 1995 Palasport di San Rocco Castagnaretta, Cuneo  | Cuneo           | 3 - 2 | Porto Ravenna | 16-14, 8-15, 5-15, 15-10, 15-10   |
| 11ª giornata - 10 dicembre 1995 PalaPanini, Modena                          | Daytona         | 3 - 2 | Cuneo         | 11-15, 15-12, 15-12, 14-16, 19-17 |

#### Girone di ritorno
| 1ª giornata - 17 dicembre 1995 Palasport Fontescodella, Macerata            | Lube          | 3 - 0 | Cuneo           | 15-10, 15-13, 15-12             |
| 2ª giornata - 23 dicembre 1995 Palasport di San Rocco Castagnaretta, Cuneo  | Cuneo         | 3 - 2 | Parma           | 15-7, 11-15, 17-16, 7-15, 15-12 |
| 3ª giornata - 30 dicembre 1995 PalaBernhardsson, Padova                     | Petrarca      | 2 - 3 | Cuneo           | 14-16, 15-12, 8-15, 15-8, 7-15  |
| 4ª giornata - 7 gennaio 1996 Palasport di San Rocco Castagnaretta, Cuneo    | Cuneo         | 3 - 0 | Capurso Gioia   | 15-4, 15-3, 15-7                |
| 5ª giornata - 14 gennaio 1996 Palasport di San Rocco Castagnaretta, Cuneo   | Cuneo         | 3 - 1 | Gabeca          | 10-15, 15-9, 15-9, 15-10        |
| 6ª giornata - 21 gennaio 1996 PalaCampagnola, Schio                         | Schio         | 1 - 3 | Cuneo           | 11-15, 15-3, 5-15, 9-15         |
| 7ª giornata - 28 gennaio 1996 Palasport di San Rocco Castagnaretta, Cuneo   | Cuneo         | 3 - 1 | Zinella Bologna | 15-6, 16-14, 11-15, 15-9        |
| 8ª giornata - 4 febbraio 1996 PalaArgento, Napoli                           | Napoli        | 0 - 3 | Cuneo           | 5-15, 9-15, 14-16               |
| 9ª giornata - 11 febbraio 1996 Palasport di San Rocco Castagnaretta, Cuneo  | Cuneo         | 3 - 0 | Treviso         | 15-9, 15-8, 15-10               |
| 10ª giornata - 18 febbraio 1996 PalaDeAndrè, Ravenna                        | Porto Ravenna | 0 - 3 | Cuneo           | 13-15, 4-15, 8-15               |
| 11ª giornata - 25 febbraio 1996 Palasport di San Rocco Castagnaretta, Cuneo | Cuneo         | 1 - 3 | Daytona         | 14-16, 8-15, 15-4, 5-15         |

#### Play-off scudetto
| Ottavi di finale - 27 febbraio 1996 Palasport di San Rocco Castagnaretta, Cuneo | Cuneo   | 3 - 1 | Lube    | 15-12, 13-15, 15-6, 15-6      |
| Quarti di finale - 5 marzo 1996 Palasport di San Rocco Castagnaretta, Cuneo     | Cuneo   | 3 - 1 | Parma   | 15-9, 12-15, 15-12, 15-9      |
| Semifinali (gara 1) - 7 marzo 1996 PalaPanini, Modena                           | Daytona | 1 - 3 | Cuneo   | 15-2, 14-16, 12-15, 8-15      |
| Semifinali (gara 2) - 9 marzo 1996 Palasport di San Rocco Castagnaretta, Cuneo  | Cuneo   | 3 - 1 | Daytona | 10-15, 15-2, 15-12, 15-4      |
| Finale (gara 2) - 16 marzo 1996 PalaVerde, Villorba                             | Treviso | 3 - 1 | Cuneo   | 4-15, 15-8, 15-13, 15-6       |
| Finale (gara 3) - 18 marzo 1996 Palasport di San Rocco Castagnaretta, Cuneo     | Cuneo   | 3 - 2 | Treviso | 15-6, 10-15, 4-15, 15-7, 15-9 |
| Finale (gara 4) - 21 marzo 1996 PalaVerde, Villorba                             | Treviso | 3 - 1 | Cuneo   | 15-11, 15-8, 9-15, 15-12      |
| Finale (gara 5) - 23 marzo 1996 Palasport di San Rocco Castagnaretta, Cuneo     | Cuneo   | 0 - 3 | Treviso | 10-15, 10-15, 2-15            |

### Coppa Italia

#### Fase a eliminazione diretta
| Quarti di finale (andata) - 12 ottobre 1995 PalaRaschi, Parma                            | Parma | 3 - 1 | Cuneo   | 15-6, 15-13, 11-15, 15-7          |
| Quarti di finale (ritorno) - 19 ottobre 1995 Palasport di San Rocco Castagnaretta, Cuneo | Cuneo | 3 - 0 | Parma   | 15-7, 15-7, 15-9                  |
| Final four - Semifinale - 20 dicembre 1995 Nelson Mandela Forum, Firenze                 | Cuneo | 3 - 0 | Gabeca  | 15-11, 15-10, 15-6                |
| Final four - Finale - 21 dicembre 1995 Nelson Mandela Forum, Firenze                     | Cuneo | 3 - 2 | Treviso | 15-13, 15-17, 13-15, 15-12, 15-13 |

### Coppa CEV

#### Fase a eliminazione diretta
| Ottavi di finale (andata) - 10 gennaio 1996 Zellik                                        | Zellik VB        | 0 - 3 | Cuneo            | 9-15, 7-15, 14-16 |
| Ottavi di finale (ritorno) - 17 gennaio 1996 Palasport di San Rocco Castagnaretta, Cuneo  | Cuneo            | 3 - 0 | Zellik VB        | 15-2, 15-7, 15-8  |
| Quarti di finale (andata) - 6 febbraio 1996 Pertteli                                      | Perttelin Peikot | 0 - 3 | Cuneo            | 10-15, 5-15, 9-15 |
| Quarti di finale (ritorno) - 14 febbraio 1996 Palasport di San Rocco Castagnaretta, Cuneo | Cuneo            | 3 - 0 | Perttelin Peikot | 15-7, 15-7, 15-8  |
| Final four - Semifinale - 2 marzo 1996 Parigi                                             | Orestiada        | 0 - 3 | Cuneo            | 8-15, 6-15, 2-15  |
| Final four - Finale - 3 marzo 1996 Parigi                                                 | Porto Ravenna    | 0 - 3 | Cuneo            | 8-15, 8-15, 2-15  |

## Statistiche

### Statistiche di squadra
| Competizione | Punti | In casa | In casa | In casa | In trasferta | In trasferta | In trasferta | Totale | Totale | Totale |
| Competizione | Punti | G       | V       | P       | G            | V            | P            | G      | V      | P      |
| ------------ | ----- | ------- | ------- | ------- | ------------ | ------------ | ------------ | ------ | ------ | ------ |
| Serie A1     | 38    | 16      | 14      | 2       | 13           | 9            | 4            | 29     | 23     | 6      |
| Coppa Italia | -     | 2       | 2       | 0       | 1            | 0            | 1            | 5      | 4      | 1      |
| Coppa CEV    | -     | 2       | 2       | 0       | 2            | 2            | 0            | 6      | 6      | 0      |

G = partite giocate; V = partite vinte; P = partite perse

### Statistiche dei giocatori
| P. Bartek    | 14 | 3   | 3   | 0   | 0  | Statistiche assenti | Statistiche assenti | 14 | 3   | 3   | 0   | 0  |
| C. Casoli    | 22 | 100 | 91  | 3   | 7  | Statistiche assenti | Statistiche assenti | 22 | 100 | 91  | 3   | 7  |
| P. Cipollari | 2  | 4   | 4   | 0   | 0  | Statistiche assenti | Statistiche assenti | 2  | 4   | 4   | 0   | 0  |
| F. De Giorgi | 30 | 77  | 37  | 22  | 18 | Statistiche assenti | Statistiche assenti | 30 | 77  | 37  | 22  | 18 |
| C. Galli     | 29 | 536 | 409 | 118 | 11 | Statistiche assenti | Statistiche assenti | 29 | 536 | 409 | 118 | 11 |
| V. Grbić     | 30 | 633 | 538 | 59  | 36 | Statistiche assenti | Statistiche assenti | 30 | 633 | 538 | 59  | 36 |
| D. Jervolino | 7  | 14  | 12  | 1   | 1  | Statistiche assenti | Statistiche assenti | 7  | 14  | 12  | 1   | 1  |
| A. Lucchetta | 30 | 425 | 301 | 115 | 11 | Statistiche assenti | Statistiche assenti | 30 | 425 | 301 | 115 | 11 |
| D. Oglino    | 12 | 46  | 35  | 10  | 1  | Statistiche assenti | Statistiche assenti | 12 | 46  | 35  | 10  | 1  |
| S. Papi      | 29 | 556 | 467 | 60  | 31 | Statistiche assenti | Statistiche assenti | 29 | 556 | 467 | 60  | 31 |
| R. Pascual   | 30 | 997 | 873 | 81  | 45 | Statistiche assenti | Statistiche assenti | 30 | 997 | 873 | 81  | 45 |
| P. Torre     | 21 | 16  | 12  | 3   | 1  | Statistiche assenti | Statistiche assenti | 21 | 16  | 12  | 3   | 1  |

P = presenze; PT = punti totali; AV = attacchi vincenti; MV = muri vincenti; BV = battute vincenti